# Delias caroli
Delias caroli es una especie de mariposa, de la familia de las piérides, que fue descrita por Kenrick, en 1909, a partir de ejemplares procedentes de Irian Jaya.

## Distribución
Delias caroli está distribuida entre las regiones Australasia, Indo-Malasia y ha sido reportada en Papua New Guinea, Indonesia.

## Plantas hospederas
No se conocen las plantas hospederas de D. caroli.